# ضیاء ابطحی فهلیانی
ضیاء ابطحی فهلیانی سیاست‌مدار ایرانی بود، که در دوره بیست و چهارم مجلس شورای ملی به عنوان نماینده شیراز از استان فارس در مجلس شورای ملی حضور داشت.